# Верхньотимкино
Верхньоти́мкино (рос. Верхнетимкино, башк. Үрге Тимкә) — присілок у складі Кармаскалинського району Башкортостану, Росія. Входить до складу Кабаковської сільської ради.
Населення — 170 осіб (2010; 178 в 2002).
Національний склад:
- башкири — 68 %
- татари — 26 %